# Oleg Szirinbekow
Oleg Hakimbekowicz Szirinbekow, ros. Олег Хакимбекович Ширинбеков, Oleg Chakimbiekowicz Szirinbiekow (ur. 11 września 1963 w Szahrinaw, Tadżycka SRR) – tadżycki piłkarz, grający na pozycji obrońcy lub pomocnika, trener piłkarski. Posiada też obywatelstwo rosyjskie.

## Kariera piłkarska

### Kariera klubowa
Wychowanek klubów Orzu Szahrinaw i SKIF Duszanbe. W 1984 rozpoczął karierę piłkarską w klubie Pamir Duszanbe. W 1987 został zaproszony do Torpeda Moskwa. W 1991 roku wyjechał za granicę, gdzie potem bronił barw Vasasu Budapeszt. Latem 1994 wrócił do Torpeda Moskwa, w którym występował do 1995. Po dwóch latach przerwy w 1998 roku zasilił skład klubu Torpedo-ZiL Moskwa, w którym zakończył karierę piłkarza.

### Kariera reprezentacyjna
W 1988 bronił barw narodowej reprezentacji ZSRR. Ogółem rozegrał 3 mecze. W 1997 debiutował w reprezentacji Tadżykistanu w meczu towarzyskim z Koreą Południową.

## Kariera trenerska
Po zakończeniu kariery piłkarza rozpoczął pracę szkoleniowca. W latach 2001–2002 pracował w sztabie szkoleniowym klubu Torpedo-ZiL Moskwa. W 2003 pomagał trenować Saturn-REN TV. Od 2 lipca do końca 2013 roku prowadził Istiklol Duszanbe. 4 kwietnia 2016 został zaproszony na stanowisko głównego trenera drugiej drużyny rodzimego klubu LFK Torpedo Moskwa.

## Sukcesy i odznaczenia

### Sukcesy piłkarskie
Torpedo Moskwa
- brązowy medalista Mistrzostw ZSRR: 1988
- finalista Pucharu ZSRR: 1988, 1989, 1991

### Sukcesy indywidualne
- wybrany do listy 33 najlepszych piłkarzy ZSRR: Nr 2 (1988)

### Odznaczenia
- tytuł Mistrza Sportu: 1987